# Le plus malin, c'est Daffy !
Le plus malin, c'est Daffy ! (What Makes Daffy Duck) est un cartoon, réalisé par Arthur Davis et sorti en 1948, qui met en scène Daffy Duck et Elmer Fudd.